# 金子隆一 (写真史家)
金子 隆一（かねこ りゅういち、1948年5月18日 - 2021年6月30日）は、日本の写真史家、写真評論家、写真集コレクター、キュレーター。本職業は僧侶。東京都台東区の「正行院」住職。

## 来歴
東京都出身。東京都台東区谷中の慈雲山正行院にて、住職金子善英と母英子の長男として生まれる。1967年、立正大学文学部地理学科入学、写真部に入部、全日本学生写真連盟（「全日」）の活動に参加する。当時「全日」の指導者は写真評論家の福島辰夫であった。
このころ、ウィリアム・クラインの『ニューヨ−ク』、細江英公の『おとこと女』、森山大道の『にっぽん劇場写真帖』など初めて写真集を購入。後年国内外で著名な写真集コレクターになるが、その一歩を踏み出す。
大学卒業後、フォト・ギャラリープリズムに出入りし、そこで島尾伸三、築地仁、平木収、谷口雅等と知り合う。フォト・ギャラリープリズムは、1976年に開廊した、PUT、CAMP等とともに自主ギャラリー運動のなかででてきたギャラリーであった。
1979年、谷口雅、島尾伸三、築地仁と共に、『camera works tokyo』を刊行。最終的に12号まで出版する。
1985年、つくば万博（国際科学技術博覧会）に合わせて開館した「つくば写真美術館'85」の立ち上げに参加。
1988年より、東京都写真美術館開館準備室にて、開館準備に従事。同美術館の1990年第一次開館、1995年総合開館以降、同美術館専門調査員として、2015年に退任するまで数多くの展覧会企画を手がける。また、同館以外の国内外の様々な写真展を企画、協力、展覧会カタログへの寄稿をしている。
2001年4月より武蔵野美術大学芸術文化学科にて非常勤講師を勤め、2019年3月に定年退職。
2006年4月、東京綜合写真専門学校理事長就任（2017年退任）。
日本写真史、特に、日本の芸術写真（ピクトリアリスム）の研究について第一人者として知られた。
2021年6月30日、くも膜下出血のため死去。73歳没。

## 主要著書
- 『日本近代写真の成立』／柏木博、伊藤俊治、長谷川明と共著／青弓社／1987年
- 『インディペンデント・フォトグラファーズ・イン・ジャパン』 1976‐83／島尾伸三、永井宏と共編／東京書籍／1989年
- 『写真展 シュルレアリスト 山本悍右―不可能の伝達者―』／ジョン・ソルトと監修／東日本鉄道文化財団／2001年
- 『復刻版NIPPON』（全3期）／金子隆一監修／国書刊行会／2002年～2005年／
- The History of Japanese Photography／Dana Friis-Hansen、Anne Tucker、John Junkerman、竹葉丈、飯沢耕太郎、木下直之と共編著／Yale University Press／2003年／ISBN: 0300099258
- 『日本写真史の至宝』（全6巻・別巻1）／国書刊行会／2005年～2007年／（飯沢耕太郎と共同で監修）
- 『日本写真集史 1956-1986』（著者：金子隆一／アイヴァン・ヴァルタニアン、発行：赤々舎）
- Japan's Modern Divide: The Photographs of Hiroshi Hamaya and Kansuke Yamamoto／編集：Judith Keller、Amanda Maddox、寄稿：金子隆一、飯沢耕太郎、Jonathan M. Reynolds／J・ポール・ゲティ美術館／2013年
- 『日本は写真集の国である』金子隆一著、築地仁監修／梓出版社／2021年

## トークショーなど
- トークショー 金子隆一×町口覚×鈴木芳雄　「識者3人が大いに語る『写真集談義―作る（町口覚）・見る（鈴木芳雄）・集める（金子隆一）』」
  - 2010年4月6日（火）19:00～21:00（開場18:30～）
  - 青山ブックセンター本店内・カルチャーサロン青山
  - 紹介（本人の写真有）
- 中山岩太展　Iwata Nakayama Portfolio 2010　オープニングイベント・レクチャー
  - 2011年10月8日(土) 17:00-18:00
  - 会場: MEM
- 講演「The Japanese Photobooks」
  - 2019年11月6日
  - 会場：ボンバス・ヘンス・アートセンター、バレンシア、スペイン